# 张椿年
张椿年（1931年—），江苏溧阳人，毕业于苏联列宁格勒大学，中华人民共和国历史学家，中国社会科学院世界历史研究所研究员，国家社会科学基金历史学科组组长。

## 作品

### 独著
- 《从信仰到理性：意大利人文主义研究》，方志出版社，2007年，ISBN 9787802380233

### 合著
- 《第二次世界大战史》，人民出版社，朱贵生，王振德，张椿年，2005年，ISBN 9787010049922